# Annessione della Crimea alla Russia
L'annessione della Crimea alla Russia fu il primo evento della crisi russo-ucraina iniziata nel 2014 durante le fasi conclusive della rivoluzione ucraina del febbraio 2014.
Nello specifico tra il 20 e il 27 febbraio 2014 la Russia inviò in Crimea, senza dichiararlo pubblicamente e anzi negandolo, proprie truppe prive di insegne a prendere il controllo del governo locale, militari che vennero così comunemente soprannominati omini verdi; in seguito a ciò l'11 marzo un nuovo governo di Crimea, filorusso, stabilì di dichiarare indipendenza dall'Ucraina e richiesta di annessione alla Russia in caso di vittoria di consenso al riguardo nell'imminente referendum popolare appositamente indetto.
Il 16 marzo fu tenuto il referendum sull'autodeterminazione della penisola, criticato e non riconosciuto da gran parte della comunità internazionale, che con un'affluenza dichiarata dell'84,2% avrebbe visto la vittoria dell'opzione che proponeva l'annessione alla Russia con il 95,32% dei voti; le nuove autorità della Crimea il 18 marzo firmarono così l'adesione formale alla Russia.
Durante questi accadimenti sono rimasti feriti vari manifestanti filo-ucraini e alcuni manifestanti filo-russi, mentre tra i militari sono morti quattro soldati delle Forze armate dell'Ucraina, uno del Servizio di sicurezza dell'Ucraina e uno delle Forze armate della Federazione Russa.
Il'ja Ponomarëv, un politico russo e membro della Duma di Stato della Russia (fazione della Russia Giusta), sostiene che la guida dell'annessione della Crimea è stata affidata al ministro della Difesa Sergej Šojgu e all'assistente di Vladimir Putin, Vladislav Surkov. In Russia ad opporsi all'intervento militare e alla successiva annessione della penisola furono Boris Nemcov e il partito di Aleksej Naval'nyj, il Partito del Progresso, affermando che l'invasione avrebbe violato il Memorandum di Budapest firmato dalla Russia, che garantisce l'integrità territoriale dell'Ucraina.

## Storia

### L'intervento delle truppe filorusse
Il 23 febbraio a Sebastopoli ci fu una manifestazione filorussa in cui decine di migliaia di persone protestarono contro le nuove autorità e deliberarono di istituire un'amministrazione parallela e squadre di protezione civile realizzate con il sostegno dei bikers russi Lupi Notturni. Lo stesso accadde il 22 febbraio a Sinferopoli, dove circa 5 000 persone si riunirono in tali squadre. I manifestanti sventolarono bandiere russe e cantarono "Putin è il nostro presidente" e sostennero che si sarebbero rifiutati di pagare ulteriori tasse allo Stato.

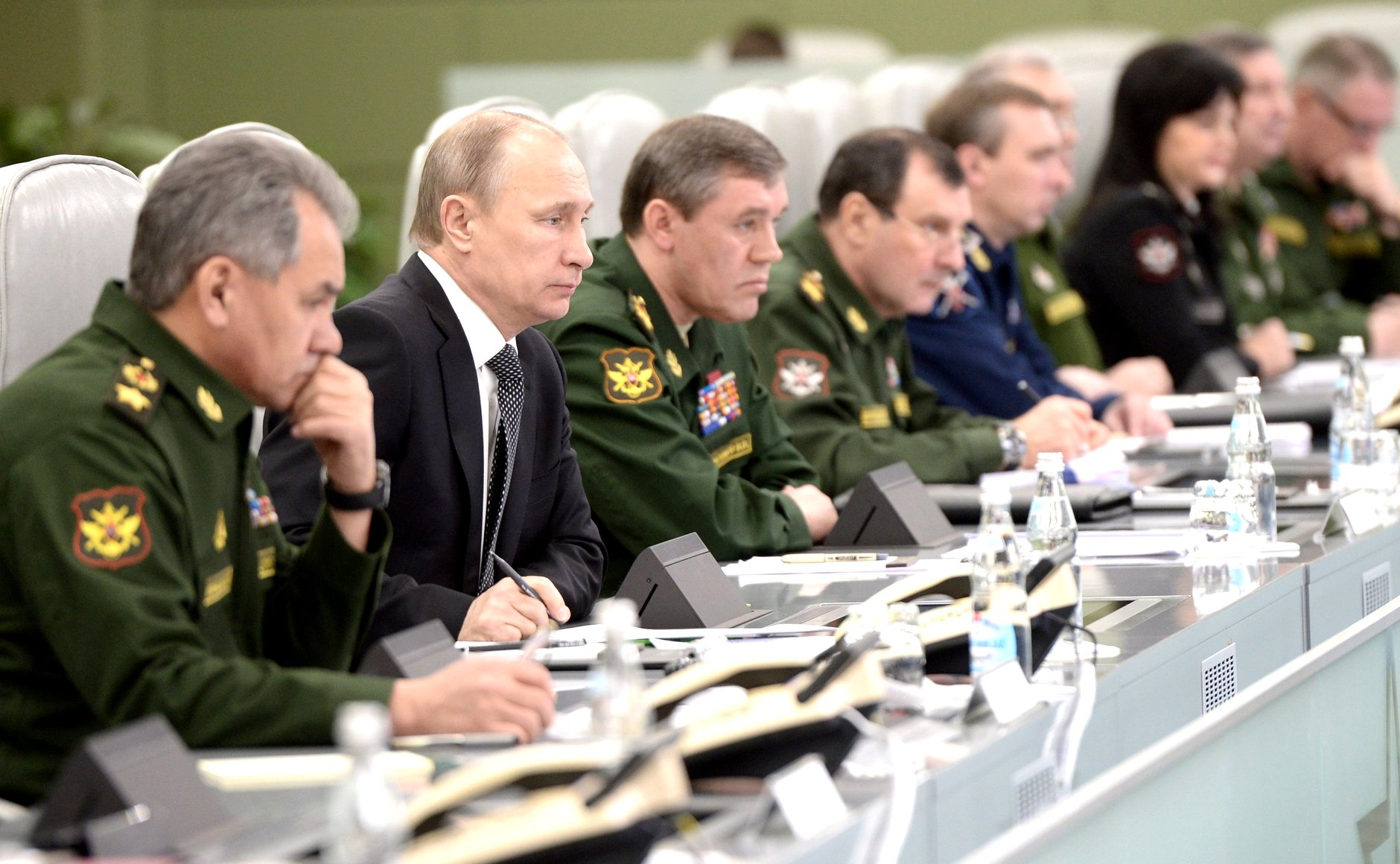
Vladimir Putin al National Centre for management of defence

Il 26 febbraio, le forze filorusse a poco a poco presero il controllo della penisola di Crimea. La Russia inizialmente sostenne che gli uomini in uniforme senza insegne, erano forze locali di autodifesa, ma in seguito ammise che tra loro c'erano militari russi, e divennero noti col nomignolo di "omini verdi" confermando i rapporti dei media non russi.
La mattina del 27 febbraio, unità Berkut della Crimea e di altre regioni d'Ucraina (sciolte con il decreto del 25 febbraio) catturarono i posti di blocco sull'istmo di Perekop e sulla penisola di Čonhar. Secondo il parlamentare ucraino Hennadiy Moskal, ex capo della polizia della Crimea, avevano veicoli trasporto truppe, lanciagranate, fucili d'assalto, mitragliatrici e altre armi. Da allora controllano tutto il traffico terrestre tra la Crimea e l'Ucraina continentale.
Anche a Simferopoli, capitale della Repubblica Autonoma di Crimea, uomini armati sequestrarono la sede parlamentare di Crimea e la sede del Consiglio dei ministri la mattina presto del 27 febbraio, e sostituirono la bandiera ucraina con la bandiera russa accanto a quella della Crimea; la polizia non intervenne e non ci fu alcun ferito. Spodestarono il primo ministro nominato dal Presidente dell'Ucraina e installarono un politico filorusso, Sergej Aksënov, come Primo Ministro di Crimea. Aksёnov illegalmente si è dichiarato responsabile delle forze militari e delle forze dell'ordine locali. Il 1º marzo, il presidente in carica dell'Ucraina, Oleksandr Turčynov, decretò la nomina di Aksёnov da parte del legislatore della Crimea come incostituzionale, in quanto la posizione di primo ministro viene eletta dal presidente dell'Ucraina, e non dal parlamento. Il legislatore della Crimea dichiarò la sua intenzione di indire un referendum per una maggiore autonomia da Kiev il 25 maggio 2014, una mossa che Hatidzhe Mamutova, il capo della Lega di Crimea-Donne Tatar, definì illegale. Questo referendum venne poi spostato al 16 marzo.
I consiglieri nella città crimeana di Sebastopoli, sede delle flotte navali del Mar Nero russa e ucraina, scelsero il cittadino russo Aleksej Čalyj come sindaco, mentre i manifestanti filorussi cantavano "un sindaco russo per una città russa". Inoltre, il capo della polizia di Sebastopoli disse che avrebbe rifiutato ordini da Kiev. A Sebastopoli, Kerč', e in altre città della Crimea, i manifestanti pro-russi tirarono giù la bandiera dell'Ucraina e la sostituirono con la bandiera della Russia negli scontri con i funzionari della città.
Unità russe cominciarono a muoversi in Crimea quasi subito dopo la conferenza stampa dell'ex presidente Janukovyč tenutasi il 28 febbraio 2014 a Rostov sul Don, nei pressi del confine orientale dell'Ucraina, dove chiese a Putin di "ristabilire l'ordine" in Ucraina. Durante la conferenza Janukovyč insistette che l'azione militare era "inaccettabile" e che non si sarebbe chiesto l'intervento militare russo. Il 4 marzo 2014 il rappresentante permanente della Russia presso le Nazioni Unite, Vitalij Čurkin, presentò una fotocopia di una lettera firmata da Viktor Janukovyč il 1º marzo 2014 che chiedeva di utilizzare le forze armate russe per "ripristinare lo Stato di diritto, la pace, l'ordine, la stabilità e la protezione della popolazione dell'Ucraina". Anche Aksёnov fece appello al presidente russo Vladimir Putin a fornire assistenza nel garantire la pace nella Repubblica Autonoma di Crimea. Entrambe le camere della legislatura russa (Assemblea federale) votarono il 1º marzo 2014 per dare a Vladimir Putin il diritto di utilizzare le truppe russe in Crimea.

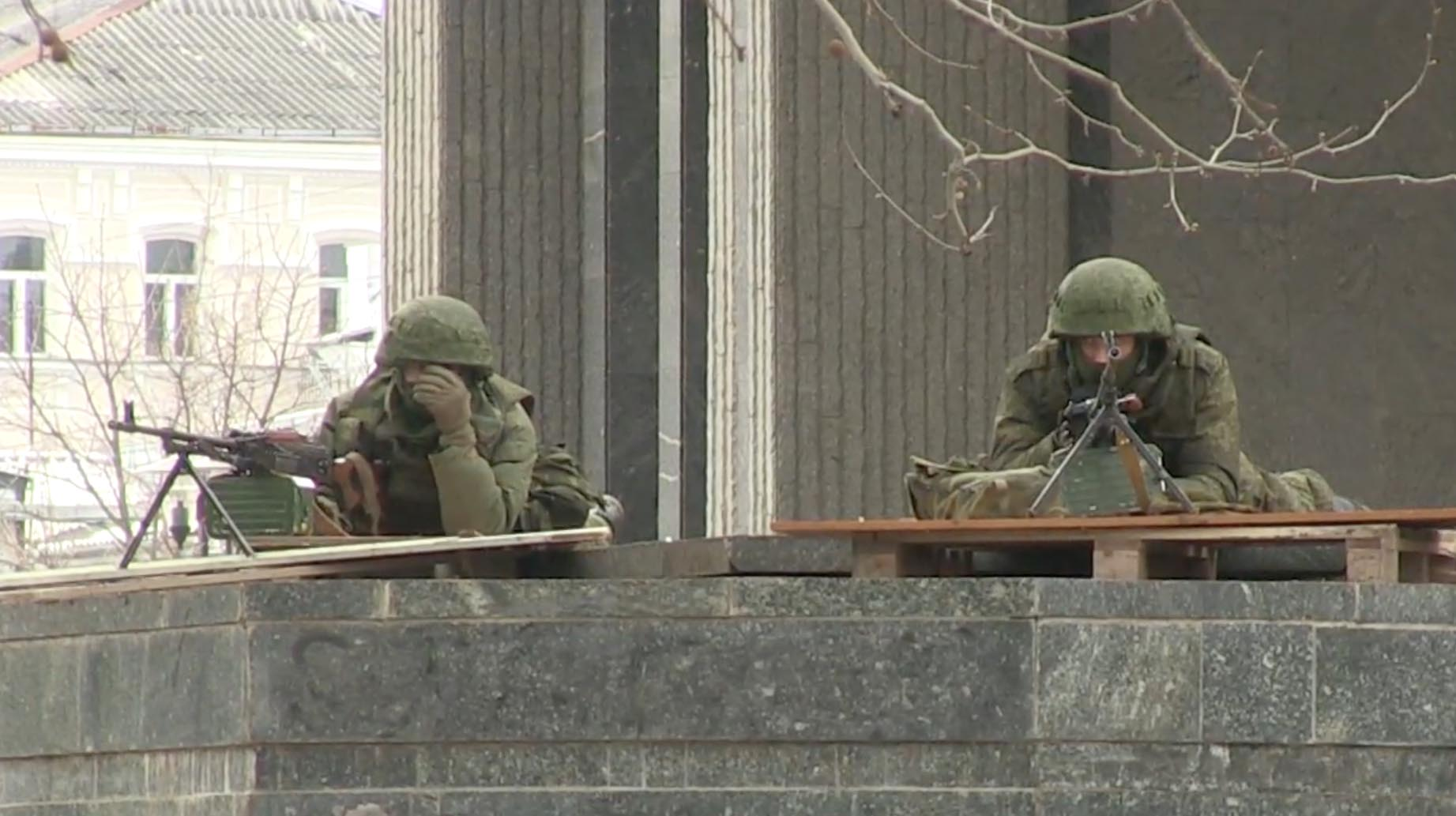
Le truppe sprovviste di insegna all'esterno della sede del parlamento di Sinferopoli, fotografate il 1 marzo 2014

### L'occupazione del parlamento regionale
Il 27 febbraio truppe senza insegne conquistarono la sede del Consiglio supremo della Repubblica autonoma di Crimea (il parlamento regionale) e l'edificio del Consiglio dei Ministri a Simferopoli. Unità Berkut, miliziani locali e truppe di autodifesa catturarono posti di blocco sull'istmo di Perekop e sulla penisola di Čonhar. Da allora controllano tutto il traffico per via terrestre tra la Crimea e l'Ucraina continentale.
Il 28 febbraio, mentre uomini armati occupavano l'edificio, il Consiglio supremo tenne una sessione di emergenza. E votò per porre fine al governo di Crimea, e sostituire il primo ministro Anatolij Mohyl'ov con Sergej Aksënov. Aksёnov apparteneva al partito Unità Russa, che ricevette il 4% dei voti alle ultime elezioni. Esso inoltre deliberò d'indire un referendum su una maggiore autonomia il 25 maggio. Gli uomini armati tagliarono tutte le comunicazioni del palazzo e presero i telefoni dei parlamentari mentre entravano. Non furono ammessi giornalisti indipendenti all'interno dell'edificio, mentre i voti erano in corso. Alcuni parlamentari affermarono di essere stati minacciati e che i voti vennero espressi per loro e altri parlamentari, anche se non erano nella camera.

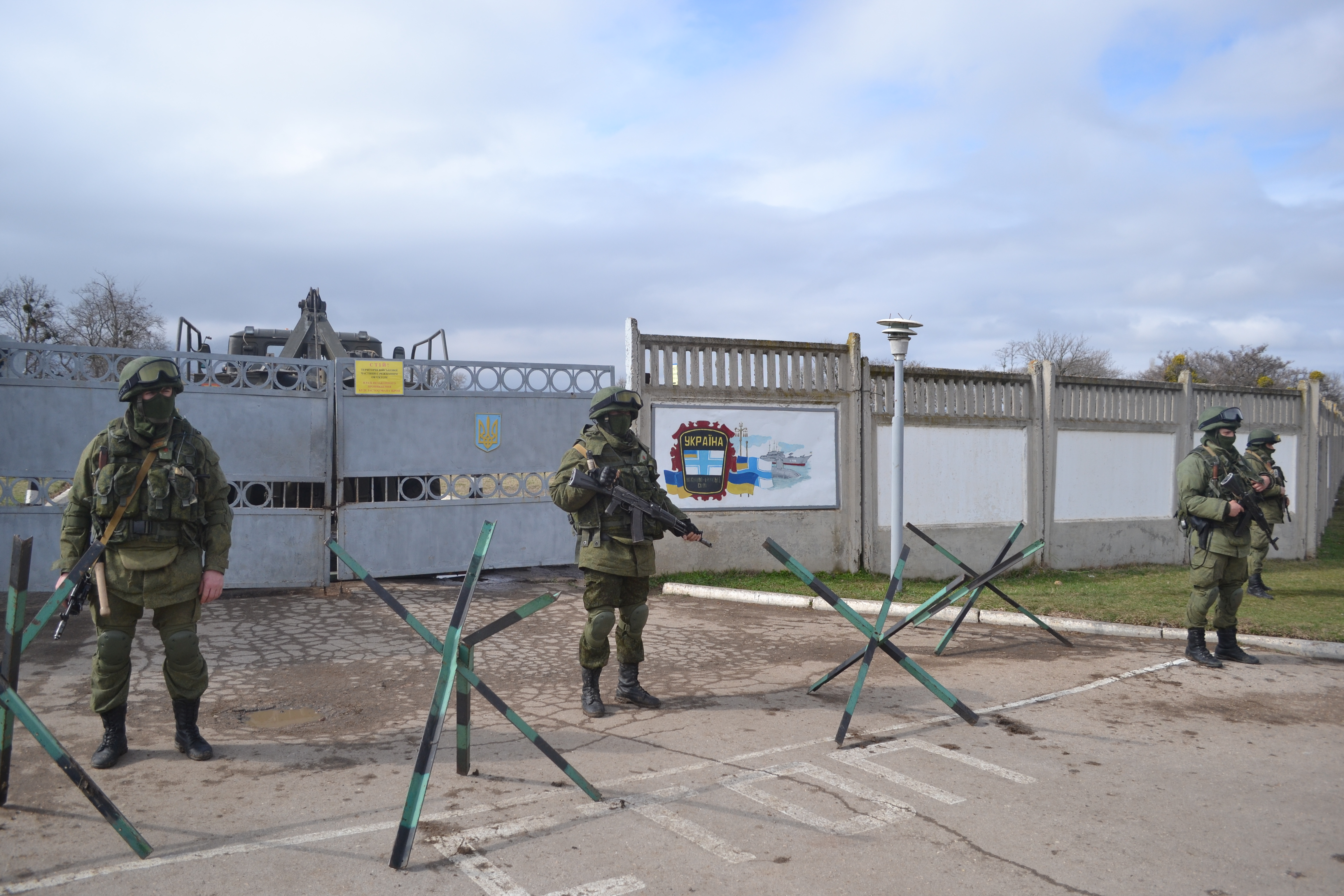
Omini verdi russi bloccano una base militare ucraina nel Distretto di Sinferopoli

### Il referendum e l'annessione

#### Dichiarazione d'indipendenza
L'11 marzo, il Consiglio supremo della Repubblica autonoma di Crimea e il Consiglio comunale di Sebastopoli, divisioni subnazionali dell'Ucraina dichiaratisi autonome rispettivamente il 6 e il 7 marzo, adottano una risoluzione comune, la "dichiarazione d'indipendenza della Repubblica autonoma di Crimea e della città di Sebastopoli" in cui esprimono l'intenzione di formare, a seguito di esito positivo del referendum fissato per il 16 marzo, uno stato sovrano avente il nome di Repubblica di Crimea, eventualmente incorporato nella Federazione Russa, qualora gli elettori lo avessero approvato nel referendum. Il documento cita esplicitamente la dichiarazione unilaterale di indipendenza del Kosovo e l'opinione della Corte internazionale di giustizia su quel caso come possibile precedente.
Il documento recita come segue:
Noi, i membri del parlamento della Repubblica autonoma di Crimea e del Consiglio comunale di Sebastopoli, per quanto riguarda la carta delle Nazioni Unite e tutta una serie di altri documenti internazionali e tenendo conto della conferma dello status del Kosovo da parte degli Stati Uniti e la Corte internazionale di giustizia delle Nazioni il 22 luglio 2010, in cui si afferma che la dichiarazione unilaterale di indipendenza di una parte del paese non viola alcuna norma internazionale, prende congiuntamente questa decisione:
1. Se viene presa la decisione di entrare a far parte della Russia al referendum del 16 marzo 2014, la Crimea, compresa la Repubblica autonoma di Crimea e la città di Sebastopoli, saranno annunciate uno stato indipendente e sovrano con un ordine repubblicano.
2. La Repubblica di Crimea sarà uno stato democratico, laico e multinazionale, con l'obbligo di mantenere la pace, il consenso internazionale e intersettoriale nel suo territorio.
3. Se il referendum porterà i rispettivi risultati, la Repubblica di Crimea come stato indipendente e sovrano si rivolgerà alla Federazione Russa con la proposta di accettare la Repubblica di Crimea sulla base di un rispettivo trattato interstatale nella Federazione Russa come nuova entità costituente della Federazione Russa.
Dichiarazione approvata dalla Risoluzione del Consiglio Supremo della Repubblica autonoma di Crimea nella sessione plenaria straordinaria dell'11 marzo 2014 (firmata dal presidente del Consiglio Supremo della Repubblica autonoma di Crimea Vladimir Konstantinov) e dalla Decisione del Consiglio comunale di Sebastopoli nella sessione plenaria straordinaria dell'11 marzo 2014 (firmato dal presidente del consiglio comunale di Sebastopoli Yury Doynikov).»

#### Referendum per l'annessione alla Russia
Il 16 marzo, i rendimenti ufficiali indicavano circa il 96% a favore, con un'affluenza di oltre l'83%, nonostante un boicottaggio di Tartari e di altri oppositori del referendum. Il parlamento ucraino dichiarò il referendum incostituzionale. Gli Stati Uniti e l'Unione europea condannarono il voto come illegale, e poi imposero sanzioni nei confronti delle persone considerate di aver violato la sovranità dell'Ucraina.
Funzionari ucraini, così come Mustafa Abdülcemil Qırımoğlu, Refat Chubarov e il Mejlis dei Tatari di Crimea affermarono che la partecipazione al voto nel referendum della Crimea poteva solo essere un massimo di 30-40 per cento e che il referendum era antidemocratico, frettolosamente preparato, falsificato e non rifletteva la reale volontà della Crimea. Mustafa Abdülcemil Qırımoğlu definì il referendum "cinico" e "assurdo", sostenendo che il diritto all'autodeterminazione appartiene solo agli indigeni - la popolazione tartara di Crimea. Sono stati riportati attivisti pro-Ucraina perseguitati e rapiti, con 9 segnalati come dispersi e tabelloni pro-Russia vennero visti nelle strade prima del referendum.

#### La dichiarazione di adesione alla Russia
Il 17 marzo, il parlamento crimeano dichiarò l'indipendenza dall'Ucraina e chiese di aderire alla Russia. Il Presidente Putin dichiarò la Crimea come parte della Russia per motivi morali e materiali, citando il principio di autodeterminazione e l'importanza strategica della Crimea per la Russia. Il 21 marzo successivo venne istituito il circondario federale della Crimea.
Il 24 marzo, il Ministero della Difesa ucraino annunciò che circa il 50% dei soldati ucraini in Crimea avevano disertato per l'esercito russo.
Il 25 marzo, la Russia assegnò la medaglia per il ritorno della Crimea per le persone che avevano assistito l'annessione della Crimea. Il rovescio del medaglione datava "il ritorno della Crimea" dal 20 febbraio al 18 marzo. Ciò aumenta la possibilità che la Russia abbia premiato coloro che erano coinvolti nell'omicidio dei manifestanti Maidan del 20 febbraio, mentre Janukovyč era ancora presidente e prima che la crisi di Crimea effettivamente iniziasse.
Il 27 marzo, l'Assemblea Generale delle Nazioni Unite approvò una risoluzione non vincolante che dichiarò il referendum della Crimea appoggiato da Mosca non valido. Tale risoluzione, 68/262, venne approvata con 100 voti a favore, 11 contrari e 58 astensioni nel gruppo delle 193 nazioni.
Il 15 aprile, il parlamento ucraino approvò una legge che dichiarava la penisola meridionale della Crimea territorio temporaneamente occupato dalla Federazione russa e impose restrizioni di viaggio per gli ucraini in visita in Crimea. La flotta della Marina militare ucraina da Sebastopoli fu trasferita a Odessa.
Il 17 aprile, durante il 12° 'Linea diretta con Vladimir Putin', l'uso di forze armate russe insieme alle truppe di autodifesa della Crimea venne confermato dal presidente russo.
Il 5 maggio, apparve sul sito web del Presidente russo un articolo del Consiglio dei diritti umani stimando che la "stragrande maggioranza dei cittadini di Sebastopoli ha votato a favore dell'unificazione con la Russia nel referendum (50-80%), in Crimea, vari dati mostrano che il 50-60% ha votato per l'unificazione con la Russia, con una partecipazione del 30-50%", suggerendo che solo il 15-30% della Crimea in realtà ha votato per l'annessione. Ma questi dati estrapolati da tale articolo non sono stime attendibili in quanto si riferiscono esclusivamente ad alcune interviste fatte da tre membri del concilio a venti persone che hanno espresso la loro opinione riguardo ai risultati del referendum. I dati ufficiali del referendum sono stati invece sostanzialmente confermati da un sondaggio effettuato dalla americana Gallup in cui l'82,8% della popolazione ritiene che i dati del referendum riflettono il loro pensiero e da un sondaggio della tedesca GfK in cui hanno dichiarato di sostenere l'annessione russa il 93% degli intervistati (l'82% ha risposto "yes, definitely" e l'11% "yes, for the most part"), mentre solo il 4% si è dichiarato contrario e il restante 3% ha dichiarato di non avere un'opinione. Questi dati mostrano anche che, al massimo, solo un terzo della popolazione tartara, che costituisce il 12% della popolazione totale, è contrario all'unificazione con la Federazione Russa nel caso limite, e improbabile, che tutto il 4% di tali oppositori siano tartari.
Il 9 maggio, centinaia di migliaia di persone si riunirono in Crimea a Sebastopoli per guardare la parata del Giorno della Vittoria, sventolando bandiere russe e cantando tra gli altri pezzi l'inno russo.
Il 16 maggio, Sergej Aksёnov annunciò un divieto di tutte le manifestazioni pubbliche, in particolare, in occasione della ricorrenza annuale della deportazione sovietica dei tatari di Crimea, dato che molti tartari continuano a essere tra coloro che resistono all'occupazione russa della penisola.
Nel mese di agosto Roskomnadzor iniziò a censurare i fornitori in Crimea di servizi Internet, tra cui il blocco di un gran numero di siti di notizie ucraini.

#### Boicottaggio Tataro del referendum
Durante la fase iniziale di occupazione militare russa della penisola la comunità tatara, che costituiva il 12% della popolazione, si espresse a favore dell'appartenenza territoriale all'Ucraina ed manifestò le sue preoccupazioni. Conseguentemente il gruppo boicottò il referendum

## Coinvolgimento non-russo
Il 2 marzo 2014, Pavel Černev, ex membro del partito nazionalista bulgaro Attacco e attuale segretario politico di "Alba Ortodossa" (in bulgaro Православна Зора? , Pravoslavna Zora), che è noto per le sue opinioni pro-Putin, rivelò che la filiale bulgara dell'organizzazione avrebbe inviato un gruppo di volontari bulgari per "proteggere le etnie russa e bulgara dalla ucrainizzazione forzata". Černev ha inoltre affermato di avere già proposto a "decine di combattenti ortodossi" (non-bulgari) di volare a Mosca e in Crimea. 
Simeon Kostadinov, un altro ex membro di Attacco, quindi rappresentante del partito nazionalista in Bulgaria, e Černev chiarirono che la loro missione aveva intenzioni pacifiche, ma che erano pronti a dare una buona prova di sé nel malaugurato caso di un'escalation. La loro tesi era che il vecchio regime può essere considerato preferibile dal punto di vista della minoranza bulgara in Ucraina e che le nuove autorità mancavano di legittimità. Un altro piccolo "gruppo internazionale con sede nella penisola pirenaica", che comprendeva alcuni bulgari ed era sostenuta da un'organizzazione paramilitare russa venne segnalata per aver lasciato la Spagna per l'Ucraina il 3 marzo. "Alba Ortodossa" mostrò interesse nell'ottenere l'appoggio di attori internazionali per il referendum in Crimea e cercò di reclutare osservatori elettorali stranieri. Secondo fonti bulgare, sulla base di segnalazioni effettuate da Al Jazeera, 20 cittadini bulgari sono arrivati in Crimea. Essi facevano parte della formazione paramilitare Dobrovolec (Доброволец), che era sotto il controllo delle truppe russe. L'area di operazioni di Dobrovolec inoltre è destinata a includere Odessa e Donec'k. Černev dichiarò che avrebbe visitato la Crimea il 15 marzo e garantì che tutti i partecipanti alla missione sarebbero stati sottoposti a un esame accurato per garantire che le persone con condanne penali venissero escluse. 
Anton Kisse, l'unico deputato della Verchovna Rada con radici bulgare, parlò contro eventuali interventi stranieri, affermando che "anche il più cordiale Stato estero non ha il diritto di imporre la propria visione di ciò che costituisce il giusto ordine in Ucraina" e che "la gente si trasferisca in Bulgaria in caso di necessità".
Černev fu uno degli osservatori elettorali per il referendum in Crimea, su invito di Sergej Aksënov.
Un piccolo gruppo di cetnici, una forza paramilitare nazionalista serba, viaggiò in Crimea per sostenere la Russia. I nazionalisti serbi e russi condividono la cultura slava e ortodossa e il sentimento anti-occidentale, e i cetnici sostengono di essere a favore della Russia per il sostegno durante le guerre jugoslave. I cetnici avevano base in un monastero ortodosso. I loro comandanti Bratislav Jivković e Milutin Malisic avevano partecipato a conflitti armati precedenti - Jivković nella guerra in Bosnia come parte della Guardia Volontaria Serba mentre Malisic era stato coinvolto nella tutela della minoranza serba in Kosovo in seguito alla guerra del Kosovo. Malisic ribadì che la sua formazione paramilitare era impegnata per la pace e non ha voluto spargere il sangue dei compagni slavi, considerando ucraini e russi come etnie fraterne.

## Conseguenze

### Misure economiche e finanziarie
Come conseguenza della crisi, i due indici principali della Borsa di Mosca caddero in ribasso il 3 marzo: il MICEX 10 diminuì del 10,79%, pari a una perdita di capitalizzazione di mercato di quasi 60 miliardi di dollari, e l'Indice RTS diminuì del 12.01% al suo livello più basso dal settembre 2009. Il giorno dopo, però, il MICEX salì del 5,25%, recuperando parte delle perdite. In risposta a questo e al declino del rublo, la Banca Centrale della Russia aumentò il tasso di interesse del 5,5-7,0% e spese fino a 12 miliardi di dollari di riserve per sostenere la valuta. Venne anche sollevata la possibilità di sanzioni internazionali contro la Russia.
Ci furono preoccupazioni che le esportazioni di gas russo verso l'Europa e l'Ucraina potessero diventare sconvolte dal conflitto. Il trenta percento di gas in Europa viene importato dalla Russia, la metà dei quali scorre attraverso gasdotti ucraini. Il 1º marzo, il Ministero dell'Energia russo decise di fermare i sussidi di gas russo verso l'Ucraina. La crisi potrebbe colpire anche le forniture di grano di tutto il mondo. I prezzi probabilmente saliranno perché l'Ucraina è uno dei maggiori esportatori mondiali di grano. La crisi portò alla uscita di diverse società multinazionali dalla Crimea a causa della sospensione dei necessari servizi finanziari e bancari. L'Unione europea vietò anche l'importazione di tutti i beni dalla Crimea nei suoi Stati membri.

### Misure prese dalla Russia
Il 3 marzo, il primo ministro russo Dmitrij Medvedev, ha annunciato la costruzione di un ponte sullo Stretto di Kerč', che collegherà la Crimea con la Russia.
Nello stesso giorno, il ministro degli Esteri russo Sergej Lavrov, parlando a una riunione del Consiglio dei diritti dell'uomo delle Nazioni Unite ha dichiarato che la Russia persegue nella difesa dei diritti umani e l'invio di truppe era destinato a scoraggiare l'uso della violenza radicale in Ucraina e a facilitare la riconciliazione nazionale.

### Misure prese dall'Ucraina
Il comandante della marina ucraina Denys Berezovs'kyj annunciò attraverso la televisione il giuramento alla Repubblica di Crimea. Kiev decise di licenziare Berezovs'kyj e di condannarlo per alto tradimento. Egli venne sostituito da Serhij Gajduk.
L'11 marzo, il Consiglio Nazionale della Radio e della Televisione di Ucraina ha ordinato ai fornitori ucraini a partire dalle 15:00 GMT la sospensione dei principali canali russi che ha portato al blocco di 5 canali. Questo ha provocato reazioni in Russia, dove il ministro degli Esteri ha inviato una comunicazione alla OSCE denunciando una "violazione della libertà di espressione".

### Misure prese dalla NATO
Stando a quanto riferito dal segretario generale della NATO, Jens Stoltenberg, diversi paesi membri dell'alleanza come Stati Uniti, Regno Unito e Canada hanno iniziato ad addestrare l'esercito ucraino.

### Aspetti legali
L’Accordo sullo status e le condizioni di permanenza della flotta russa del Mar Nero sul territorio dell'Ucraina, firmato nel 1997 e prorogato nel 2010, determinava lo status delle installazioni militari e delle navi basate in Crimea prima della crisi attuale. La Russia aveva il permesso di mantenere nella penisola e a Sebastopoli fino a 25 000 uomini, 24 batterie d'artiglieria (di calibro inferiore a 100 mm), 132 veicoli blindati e 22 aerei militari. La flotta del Mar Nero russa aveva diritti di stanziamento in Crimea fino al 2042. Tuttavia, è controverso se i recenti movimenti di truppe fossero coperti dal trattato.
Sia la Russia che l'Ucraina sono firmatari della Carta delle Nazioni Unite. La ratifica di tale Carta ha diverse ramificazioni in termini di diritto internazionale, in particolare quelle che coprono i soggetti delle dichiarazioni d'indipendenza, di sovranità, autodeterminazione, di atti di aggressione e di emergenze umanitarie. Vladimir Putin affermò che le truppe russe nella penisola di Crimea avevano lo scopo "di garantire condizioni adeguate per i crimeani di essere in grado di esprimere liberamente la propria volontà", mentre l'Ucraina e altri paesi sostengono che tale intervento è una violazione della sovranità dell'Ucraina.
Il presidente russo ha anche osservato che la Corte internazionale di giustizia delle Nazioni Unite promulgò un parere consultivo nel 2010 dicendo senza ambiguità che la dichiarazione unilaterale di indipendenza del Kosovo (per i quali non vi era alcun referendum né accordo con Belgrado) non era vietata dal diritto internazionale. D'altra parte, Stati Uniti e Ucraina sottolineano che in ciò la Russia ha violato i termini del Memorandum di Budapest sulle garanzie di sicurezza, con il quale la Russia, gli Stati Uniti e il Regno Unito riaffermarono il loro obbligo di rispettare l'integrità territoriale dell'Ucraina (compresa la Crimea) e di astenersi dalla minaccia o dall'uso della forza contro l'integrità territoriale o l'indipendenza politica dell'Ucraina.